# Маунт-Плезант (Юта)
Маунт-Плезант (англ. Mount Pleasant) — місто (англ. city) в США, в окрузі Санпіт штату Юта. Населення — 3655 осіб (2020).

## Географія
Маунт-Плезант розташований за координатами 39°32′27″ пн. ш. 111°27′21″ зх. д. / 39.54083° пн. ш. 111.45583° зх. д. (39.540906, -111.455753).  За даними Бюро перепису населення США в 2010 році місто мало площу 7,46 км², уся площа — суходіл.

## Демографія
Згідно з переписом 2010 року, у місті мешкало 3260 осіб у 1020 домогосподарствах у складі 791 родини. Густота населення становила 437 осіб/км².  Було 1135 помешкань (152/км²).
Расовий склад населення:
| - 94,5 % — білих - 0,6 % — корінних американців - 0,4 % — азіатів - 0,3 % — чорних або афроамериканців - 0,2 % — вихідців з тихоокеанських островів - 1,7 % — осіб інших рас |

До двох чи більше рас належало 2,3 %. Частка іспаномовних становила 5,2 % від усіх жителів.
За віковим діапазоном населення розподілялося таким чином: 34,4 % — особи молодші 18 років, 51,5 % — особи у віці 18—64 років, 14,1 % — особи у віці 65 років та старші. Медіана віку мешканця становила 30,0 року. На 100 осіб жіночої статі у місті припадало 100,9 чоловіків;  на 100 жінок у віці від 18 років та старших — 97,0 чоловіків також старших 18 років.
Середній дохід на одне домашнє господарство  становив 55 721 долар США (медіана — 51 071), а середній дохід на одну сім'ю — 66 157 доларів (медіана — 62 561). Медіана доходів становила 47 596 доларів для чоловіків та 33 875 доларів для жінок. За межею бідності перебувало 19,6 % осіб, у тому числі 17,8 % дітей у віці до 18 років та 8,1 % осіб у віці 65 років та старших.
Цивільне працевлаштоване населення становило 1244 особи. Основні галузі зайнятості: освіта, охорона здоров'я та соціальна допомога — 23,1 %, роздрібна торгівля — 17,7 %, мистецтво, розваги та відпочинок — 14,5 %.